# 乌兰乌苏镇
乌兰乌苏镇，是中华人民共和国新疆维吾尔自治区塔城地区沙湾市下辖的一个乡镇级行政单位。2019年被评为中国文化百强镇。

## 行政区划
乌兰乌苏镇下辖以下地区：
黄家梁村、乌兰乌苏村、万家槽子村、老榆树村、西树窝村、水磨沟村、北湖村、泉源村、李家坪村、头浮村、城庄子村、皇宫村、王家梁村、鸭子泉村、庙公地村、三道桥村、下四宫村、小庙村、苏家庄村、三宫殿村、下三宫村和南渠村。